# Mycena pelianthina
Mycena pelianthina es una especie de hongo basidiomicetos,  de la familia Mycenaceae, perteneciente al género Mycena.

## Sinónimos
- Agaricus denticulatus (Bolton, 1788)
- Agaricus pelianthinus (Lundae) 1: 112 (1821)
- Prunulus denticulatus (Gray, 1821)
- Prunulus pelianthinus (Jacq. Johnson, Vilgalys & Redhead, 2001)